# Ledeča vas
Ledeča vas is een plaats in Slovenië en maakt deel uit van de gemeente Šentjernej in de NUTS-3-regio Jugovzhodna Slovenija. De plaats telde 98 inwoners op 1 januari 2020.